# Uperodon nagaoi
Espèce
Synonymes
- Ramanella nagaoi Manamendra-Arachchi & Pethiyagoda, 2001

Statut de conservation UICN

 VU D2 : Vulnérable
Uperodon nagaoi est une espèce d'amphibiens de la famille des Microhylidae. C'est l'une des espèces qui vivent dans les cavités d'arbres sénescents ou morts (tree-hole frog)

## Répartition
Cette espèce est endémique du Sud du Sri Lanka. Elle a été découverte dans la réserve forestière du Kanneliya-Dediyagala-Nakiyadeniya non loin de la ville de Galle, à environ 150 m d'altitude.

## Description
Les mâles mesurent de 26,4 à 28,8 mm et les femelles de 27,4 à 31,5 mm.

## Étymologie
Cette espèce est nommée en l'honneur d'Eijiro Nagao.

## Publication originale
- Manamendra-Arachchi & Pethiyagoda, 2001 : Ramanella nagaoi a new tree-hole frog (Microhylidae) from southern Sri Lanka. Journal of South Asian Natural History, vol. 5, no 2, p. 121-133 (texte intégral).